# Evadne spinifera
Evadne spinifera är en kräftdjursart som beskrevs av P. E. Müller 1867. Evadne spinifera ingår i släktet Evadne och familjen Podonidae. Det är osäkert om arten förekommer i Sverige. Inga underarter finns listade i Catalogue of Life.

## Bildgalleri

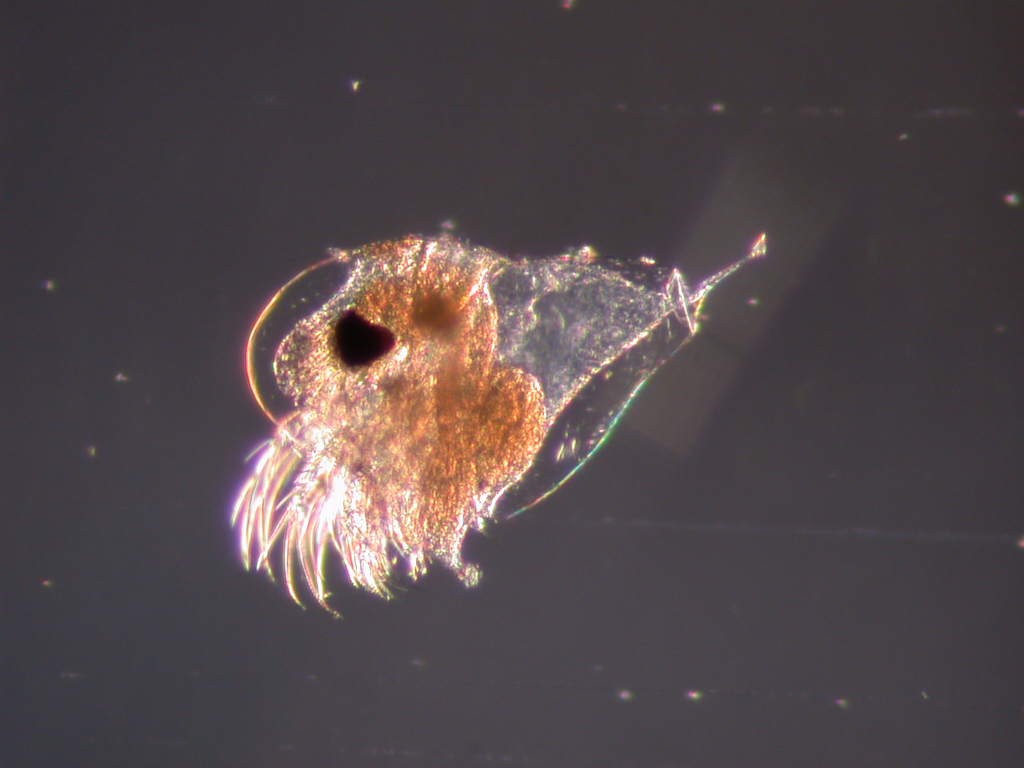